# Loïs Boisson
Loïs Boisson (n. 16 mai 2003, Dijon, Franța) este o jucătoare profesionistă de tenis din Franța. Cea mai bună clasare a sa la simplu este locul 152 mondial, în mai 2024.